# 8-й избирательный округ штата Оклахома
8-й избирательный округ Оклахомы -  бывший избирательный округ Палаты представителей США в Оклахоме. Он был сформирован в 1915 году и ликвидирован в 1953 году. В территорию округа входила большая часть северо-центральной части Оклахомы, включая Инид. Большая часть его территории была объединена с 1-м округом в Талсе. Последний конгрессмен от 8-го округа Пейдж Белчер был переведен в 1-й.

## Список представителей округа
| Представитель                              | Партия          | Года                          | Конгресс                 | Электоральная история |
| ------------------------------------------ | --------------- | ----------------------------- | ------------------------ | --- |
| Округ был сформирован 4 марта 1915 года    |                 |                               |                          | |
| Дик Т. Морган                              | Республиканская | 4 марта 1915 - 4 июля 1920    | 64-й 65-й 66-й           | Был переведен в 2-й округ. Был переизбран в 1916 году. Был переизбран в 1918 году. Умер.                                                                                       |
| Свободное место                            | Свободное место | 4 июля 1920 — 2 ноября 1920   | 66-й                     | |
| Чарльз Свиндалл                            | Республиканская | 2 ноября 1920 — 3 марта 1921  | 66-й                     | Был избран в качестве замены Дика Моргана. Проиграл в 1920 году. |
| Мануэль Хэррик                             | Республиканская | 4 марта 1921 — 3 марта 1923   | 67-й                     | Был избран в 1920 году. Проиграл в 1922 году. |
| Милтон К. Гарбер                           | Республиканская | 4 марта 1923 — 3 марта 1933   | 68-й 69-й 70-й 71-й 72-й | Был избран в 1922 году. Был переизбран в 1924 году. Был переизбран в 1926 году. Был переизбран в 1928 году. Был переизбран в 1930 году. Проиграл в 1932 году.                  |
| Эрнест У. Марланд                          | Демократическая | 4 марта 1933 — 3 января 1935  | 73-й                     | Был избран в 1932 году. Ушел в отставку, чтобы участвовать в выборах на пост губернатора Оклахомы.                                                                             |
| Фил Фергюсон                               | Демократическая | 3 января 1935 — 3 января 1941 | 74-й 75-й 76-й           | Был избран в 1934 году. Был переизбран в 1936 году. Был переизбран в 1938 году. Проиграл в 1940 году.                                                                          |
| Росс Ризли                                 | Республиканская | 3 января 1941 — 3 января 1949 | 77-й 78-й 79-й 80-й      | Был избран в 1940 году. Был переизбран в 1942 году. Был переизбран в 1944 году. Был переизбран в 1946 году. Ушел в отставку, чтобы участвовать в выборах на пост сенатора США. |
| Джордж Х. Уилсон                           | Демократическая | 3 января 1949 — 3 января 1951 | 81-й                     | Был избран в 1948 году. Проиграл в 1950 году. |
| Пэйдж Бэлчер                               | Республиканская | 3 января 1951 — 3 января 1953 | 82-й                     | Был избран в 1950 году. Проиграл в 1950 году. Был переведен в 1-й округ. |
| Округ был расформирован 3 января 1953 года |                 |                               |                          | |